# NGC 5140
NGC 5140 is een elliptisch sterrenstelsel in het sterrenbeeld Centaur. Het hemelobject werd op 1 mei 1834 ontdekt door de Britse astronoom John Herschel.

## Synoniemen
- ESO 382-65
- MCG -5-32-16
- IRAS 13235-3336
- PGC 47031